# 長胸細潛魚
長胸細潛魚（学名：Encheliophis homei），又名大牙潛魚、荷姆氏隱魚，為隱魚科細潛魚屬的其中一種，分布於印度太平洋區，從東非、紅海至法屬波里尼西亞海域，棲息深度可達30公尺，體長可達19公分，為底棲性魚類，會寄生在海參體內，屬肉食性，罕見。

## 擴展閱讀
維基物種上的相關：長胸細潛魚